# Фирмен-Жирар, Франсуа-Мари
Франсуа́-Мари́ Фирме́н-Жира́р (фр. François-Marie Firmin-Girard; 29 мая 1838, Понсен — 8 января 1921, Монлюсон) — французский исторический живописец, пейзажист, портретист и жанрист.

## Биография
Фирмен-Жирар родился в 1838 году во французской деревне Понсен близ швейцарской границы. Рисовать начал рано; в возрасте 16 лет отправился в Париж, чтобы поступить в Школу изящных искусств. Там он обучался у Глейра и Жерома. В 1859 году состоялся его дебют в Салоне: он выставил картину, изображавшую Святого Себастьяна. Два года спустя Фирмен-Жирар занимает второе место в конкурсе на престижную Римскую премию; финансовая поддержка позволяет ему открыть собственную студию на Монмартре.
Вскоре к художнику приходит успех, который будет сопровождать его на протяжении всей долгой творческой карьеры. Его картины регулярно выставляются в Салоне, неизменно получая благоприятные отзывы со стороны критиков. В 1874 году его картина «Обручённые» (фр. Les fiancés) была награждена медалью второй степени, а в 1900 году две его картины — «Набережная с цветами» (фр. Le Quai aux Fleurs) и «Онивальский пастух» (фр. Le Berger d'Onival) — были отмечены бронзовой медалью на Всемирной выставке. В 1895 году он получает Орден Почётного легиона.
О последних десятилетиях жизни художника известно немного. Хотя его живопись продолжала хорошо продаваться, в начале двадцатого столетия он предпочёл удалиться от общества и поселиться в сельской местности. Фирмен-Жирар обосновался в Монлюсоне (Овернь), где и умер на 83 году жизни.

## Творчество
Творчество Фирмен-Жирара отличается исключительным жанровым и стилевым разнообразием. Он писал жанровые сцены, городские и сельские пейзажи, портреты, исторические картины; работал в стиле академизма, импрессионизма, реализма, натурализма, ориентализма. Хотя при жизни Фирмен-Жирар был весьма популярен, после смерти художника его творчество было на некоторое время забыто. Затем к нему вновь возник интерес, как у музейных деятелей, так и у коллекционеров. В 2014 году его картина «Набережная с цветами» (1875) была продана на аукционе за 3 021 000$. На ней изображён цветочный рынок в центре Парижа; критики отмечали внимание художника к деталям и исключительную тщательность их проработки. Всего известно более 600 картин, достоверно атрибутируемых Фирмен-Жирару.
Русские художники — современники Фирмен-Жирара высоко ценили его творчество. Так, Репин, в то время живший в Париже и посещавший выставки Салона, писал в своих воспоминаниях: «Парижский салон только что открылся, был удачен: изящен, виртуозен и необыкновенно тонок и глубок по технике: Фирмен-Жерар, Руабе, Деннер, Бонна и другие наши очарователи были в зените своей славы и мы не представляли, чтобы искусство могло пойти дальше этого и сделать что-нибудь ещё лучше». Крамской в письме Третьякову восторженно отзывался о картине «Обручённые»: «У кого так много ума и образованности? или кто так верно, тонко и окончательно пишет жанр, как Фермен-Жерар, в его свадебной процессии, идущей из церкви по аллее, усыпанной осенней листвой. Эта вещь, я готов сказать, совершенство в своем роде…»

## Галерея
- Обручённые, 1874
- Цветочный рынок на парижской набережной, 1875
- Торговка цветами на мосту Руаяль
- Парижский рынок осенью
- Свадьба в XVIII столетии
- Орфей
- Сирены и Одиссей
- Фетида приносит Ахиллесу доспехи, выкованные Гефестом

## Комментарии
1. ↑  Встречаются также написания Фермен-Жирар, Фирмен-Жерар и т. п.
2. ↑  В ряде источников — Marie-François Firmin-Girard